# NGC 255
NGC 255 là một thiên hà xoắn ốc có rào chắn trong chòm sao Kình Ngư. Nó được phát hiện vào ngày 27 tháng 11 năm 1785, bởi Frederick William Herschel.